# Тиз
Тиз (енгл. River Tees) је река у Уједињеном Краљевству, у Енглеској. Дуга је 137 km. Протиче кроз Дарам и Северни Јоркшир. Улива се у Северно море. 